# ケルビンホール駅
座標: 北緯55度52分16秒 西経4度18分02秒 / 北緯55.87111度 西経4.30056度
ケルビンホール駅（ケルビンホールえき）はスコットランドグラスゴーに位置するグラスゴー地下鉄の駅である。

## 駅構造
島式ホーム1面2線の地下駅。

## 駅周辺
- ケルビングローブ芸術・博物館
- 交通博物館
- ケルビングローブ公園
- グラスゴー大学
- サブウェイ店舗…駅の出口の近隣に店舗があり、2つの「Subway」が立ち並ぶという光景が見られる。

## 歴史
- 1896年12月14日 - 開業。
- 1977年 - 大規模工事開始。
- 1980年 - 大規模工事終了。

## 利用状況
- 2005年の1年間の乗車人員は620,000人である。

## 隣の駅
■グラスゴー地下鉄
パーティック駅 - ケルビンホール駅 - ヒルヘッド駅